# Maxchernes birabeni
Maxchernes birabeni är en spindeldjursart som beskrevs av Renato Neves Feio 1960. Maxchernes birabeni ingår i släktet Maxchernes och familjen blindklokrypare. Inga underarter finns listade i Catalogue of Life.